# Romuald Hube

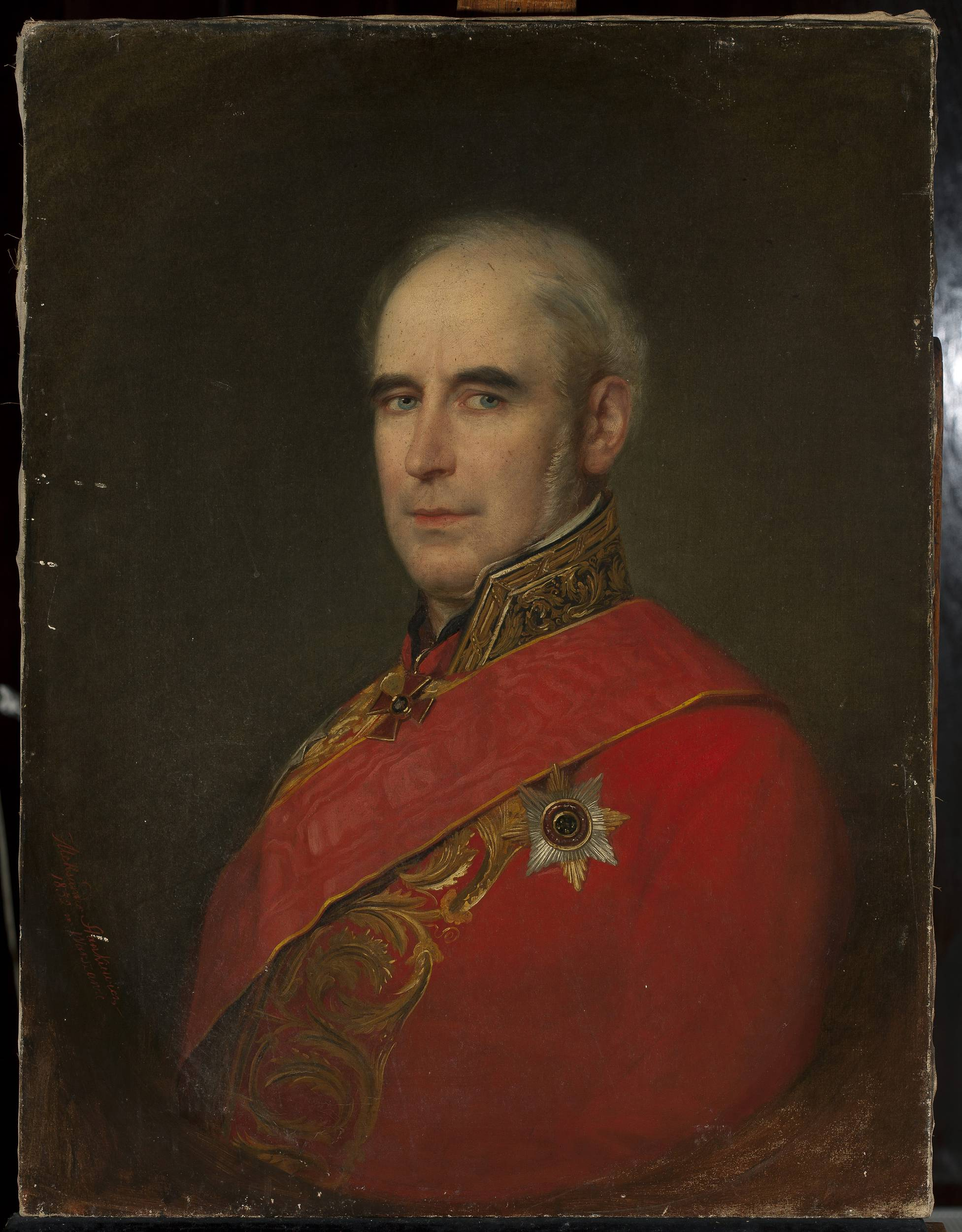
Romuald Hube, porträtterad av Aleksander Stankiewicz.

Romuald Hube, född 7 februari 1803 i Warszawa, död där 9 juli 1890, var en polsk jurist. 

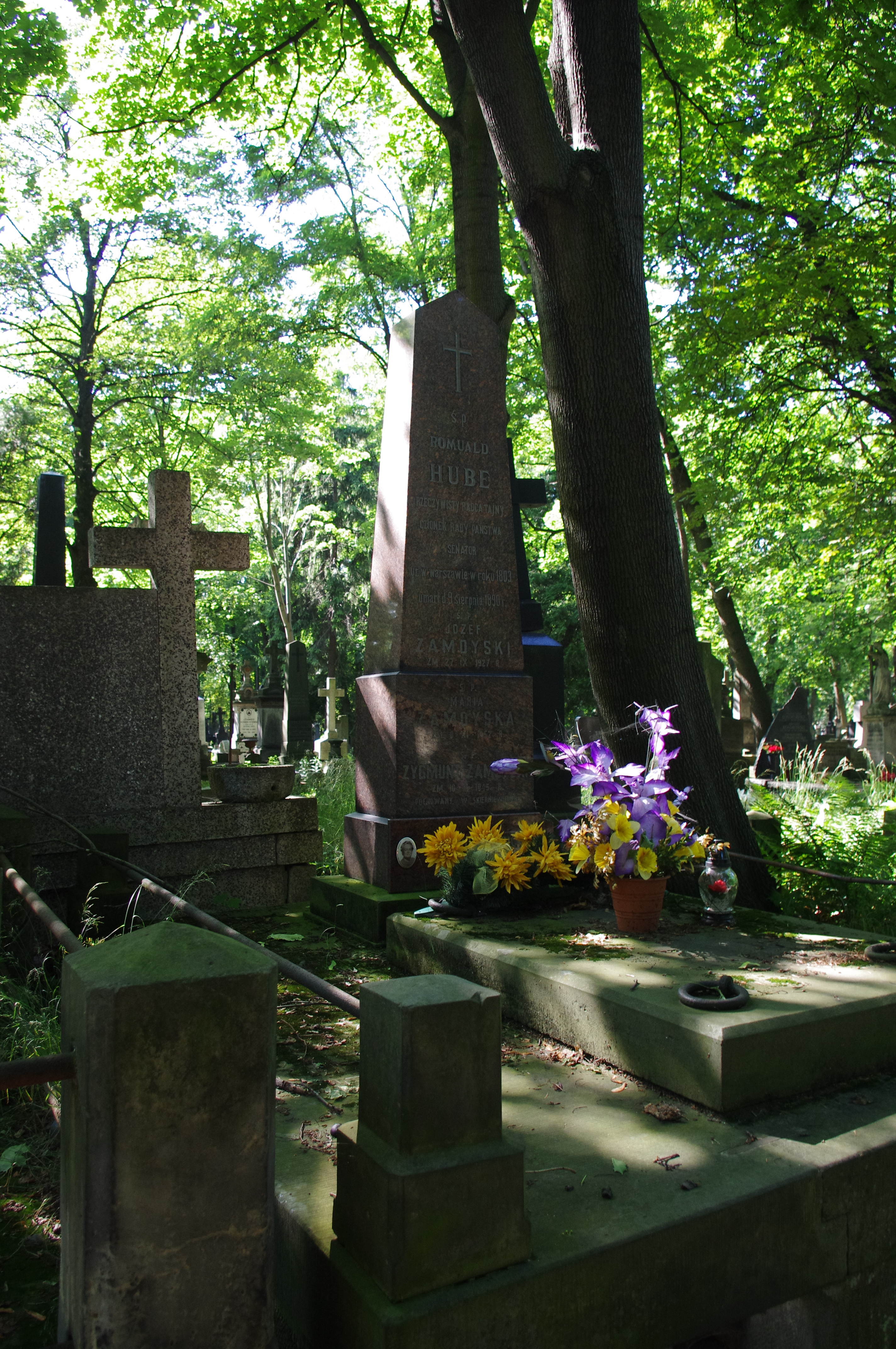
Romuald Hubes gravställe i Warszawa.

Hube var 1829–31 professor i kanonisk rätt och kriminalrätt vid universitetet i Warszawa. Som ledamot av polska lagkommissionen (sedan 1832) tog han en viktig del i lagstiftningsarbetena för Polen och Ryssland samt utarbetade bland annat en för Polen gällande strafflag. Han utgav ett flertal skrifter, särskilt rörande Polens rättshistoria.